# ニジニ・ノヴゴロド地下鉄
ニジニ・ノヴゴロド地下鉄（ニジニ・ノヴゴロドちかてつ、ロシア語: Нижегоро́дский метрополите́н）は、ロシア、ニジニ・ノヴゴロドで運行されている地下鉄である。ソビエト連邦時代はゴーリキー地下鉄 (Го́рьковский метрополите́н) と呼ばれていた。

## 路線
| #     | 路線名                                       | 開通   | 最新の駅開業年 | 路線長  | 駅数 |
| ----- | -------------------------------------------- | ------ | -------------- | ------- | ---- |
|       | アフトザヴォーツカヤ線 (Автозаводская линия) | 1985年 | 2012年         | 14,9 km | 11   |
|       | ソルモフスカヤ線 (Сормовская линия)          | 1993年 | 2018年         | 7,1 km  | 5    |
|       | 高地線 (Нагорная линия)                      | 構築   |                |         |      |
| 合計: |                                              |        |                | 22 km   | 15   |

### 沿革
ニジニ・ノヴゴロドにおける地下鉄建設計画は1973年10月に始まった。1977年12月17日に着工し、最初の杭の打ち込みが開始された。1978年にはレニンスカヤ駅（Ленинская）の掘削作業が開始された。第一期の7,8km、6駅の区間と車庫が1985年11月9日に完成した。1993年にはモスコフスカヤ駅から分岐して2号線のソルモフスカヤ線が開業した。

## 利用

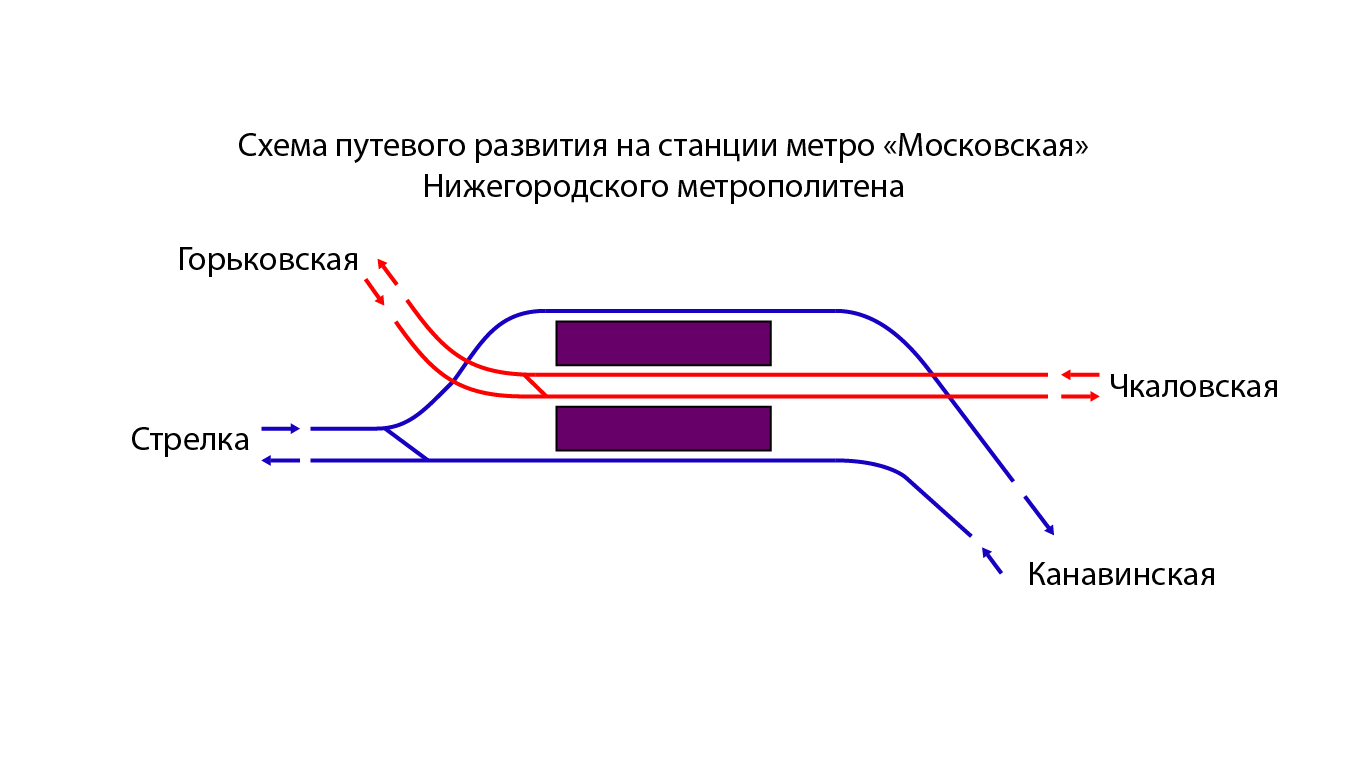
モスコフスカヤ（Moskovskaya）駅の駅構図および線路図。
この駅は方向別のホームになっており、二路線の乗り換えができるほか、ロシア鉄道のニジニ・ノヴゴロド・モスコフスキー駅に乗り換え可能である。日本にある大国町駅の駅構造と同一構造でもある。

午前5時15分から午前12時まで運行されている。乗車料金は50ルーブルであり、トークンが用いられている。2012年に予定されている新駅の開業を契機として、地下鉄その他の公共交通機関に非接触型ICカードの導入が予定されている。

## 車両

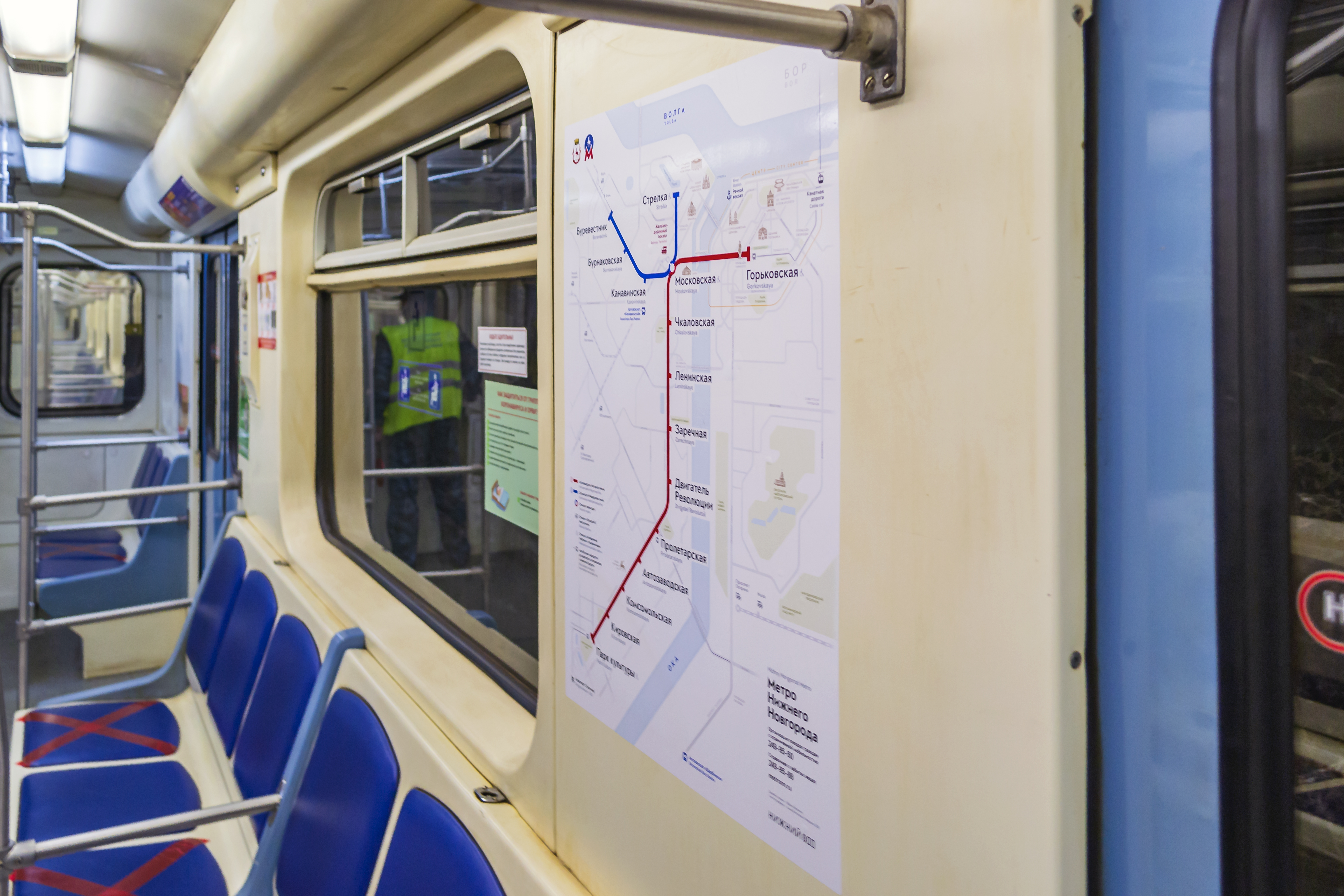
COVID-19パンデミック時の客車

車両のほとんどは、1985年の開業時より使用されている81-717/714形'である。これに加えて、2009年より81-717.5/714.5形合わせて21編成が在籍している。2012年に予定されている新駅の開業以降は最新型の81-717.6/714.6形が導入されており、2019年時点での在籍車両数は81-717/714形・81-717.5/714.5形が64両、81-717.6/714.6形が50両である。

## 将来計画
現在、オカ川を挟んだ対岸の旧市街地での延伸工事が進んでいる。オカ川を渡る橋は2009年11月4日に上層の道路部分の供用が開始され、旧市街初となるゴリコフスカヤ駅（Горьковская）も2012年11月4日に開業した。その後も、旧市街方面への延伸工事が計画されている。